# Marlborough (Schiff, 1914)
Die HMS Marlborough war ein Schlachtschiff der Iron-Duke-Klasse, das Anfang der 1910er Jahre für die Royal Navy gebaut wurde. Während des Ersten Weltkrieges war sie Teil der Grand-Fleet und beteiligte sich an der Skagerrakschlacht. Nach dem Krieg wurde die Marlborough der Mittelmeerflotte zugeteilt. Gemäß dem Londoner Flottenvertrag wurde sie 1932 ausgemustert und anschließend abgewrackt.

## Geschichte
Die Marlborough, benannt nach John Churchill, 1. Duke of Marlborough, wurde am 25. Januar 1912 in Devonport auf Kiel gelegt, am 24. Oktober vom Stapel gelassen und am 2. Juni 1914 für den Einsatz in der Home Fleet in Dienst gestellt, wo sie als Flaggschiff von Sir Lewis Bayly diente.

### Erster Weltkrieg
Im August 1914, nach Ausbruch des Ersten Weltkriegs, wurde die Home Fleet als Grand Fleet reorganisiert und dem Kommando von Admiral Jellicoe unterstellt. Der größte Teil der Flotte lag kurzzeitig (22. Oktober bis 3. November) in Lough Swilly, Irland, während die Verteidigungsanlagen in Scapa Flow verstärkt wurden. Am Abend des 22. November 1914 unternahm die Grand Fleet einen erfolglosen Vorstoß in die südliche Hälfte der Nordsee, wobei die Marlborough mit dem Hauptverband zur Unterstützung des 1. Schlachtkreuzergeschwaders von Vizeadmiral David Beatty bereitstand. Am 27. November war die Flotte zurück im Hafen von Scapa Flow.
Am Abend des 23. Januar 1915 lief der größte Teil der Grand Fleet von Scapa Flow aus, um Beattys Schlachtkreuzer zu unterstützen, waren jedoch zu weit entfernt, um am folgenden Tag am Gefecht auf der Doggerbank teilnehmen zu können. Vom 7. bis 10. März unternahm die Grand Fleet eine Aufklärungsfahrt in der nördlichen Nordsee, bei der sie Übungsmanöver durchführte. Vom 17. bis 19. April fanden Patrouillenfahrten statt, gefolgt von Geschützübungen vor den Shetland-Inseln am 20. und 21. April. Vom 17. bis 19. Mai und vom 29. bis 31. Mai unternahm die Grand Fleet Vorstöße in die zentrale Nordsee, ohne auf deutsche Schiffe zu stoßen. Vom 11. bis 14. Juni führte die Flotte erneut Geschütz- und Gefechtsübungen westlich von Shetland durch. Vom 2. bis 5. September unternahm die Flotte eine weitere Fahrt in der Nordsee, bei der sie Geschützübungen durchführte, und verbrachte den Rest des Monats mit zahlreichen Trainingsübungen. Vom 13. bis 15. Oktober unternahm das Schiff zusammen mit dem Großteil der Grand Fleet einen weiteren Einsatz in der Nordsee. Fast drei Wochen später, vom 2. bis 5. November, nahm die Marlborough an einer weiteren Flottenübungsoperation westlich von Orkney teil. In der Nacht zum 25. März verließen die Marlborough und der Rest der Flotte Scapa Flow, um Beattys Schlachtkreuzer bei dem Angriff auf den deutschen Zeppelinstützpunkt in Tondern zu unterstützen. Als sich die Grand Fleet am 26. März dem Gebiet näherte, hatten sich die britischen und deutschen Streitkräfte bereits getrennt. Außerdem bedrohte ein starker Sturm die kleineren Schiffe, so dass die Flotte den Befehl erhielt, zur Basis zurückzukehren. Am 21. April führte die Grand Fleet ein Ablenkungsmanöver vor Horns Riff durch, um es der kaiserlich russischen Marine zu ermöglichen, ihre Minenfelder in der Ostsee neu zu verlegen. Am 24. April kehrte die Flotte nach Scapa Flow zurück, erhielt dort neuen Proviant, neue Munition und neue Kohle und stach erneut in Richtung englischer Ostküste in See, da man aufgrund von Geheimdienstberichten einen Angriff der Deutschen auf Lowestoft befürchtete, aber erst in dem Gebiet ankam, nachdem sich die Deutschen bereits zurückgezogen hatten.

#### Skagerrakschlacht
In dem Versuch, einen Teil der Grand Fleet aus ihren Häfen zu locken und zu vernichten, verließ die deutsche Hochseeflotte, bestehend aus 16 Schlachtschiffen, 6 Einheitslinienschiffen und weiteren Schiffen, am frühen Morgen des 31. Mai Wilhelmshaven. Der Plan sah vor, dass Hipper mit den Schlachtkreuzern der 1. und den leichten Kreuzern der 2. Aufklärungsgruppe Wilhelmshaven verließ und nach Norden außer Sichtweite der dänischen Küste vorstieß. Dort sollte er durch Angriffe auf die Küstenstädte ein Auslaufen von britischen Schiffen provozieren und sie in Richtung Hochseeflotte locken. Die nachrichtendienstliche Abteilung der britischen Admiralität Room 40 hatte den deutschen Funkverkehr mit den Operationsplänen abgefangen und entschlüsselt. Daraufhin befahl die Admiralität Jellicoe und Beatty, noch in der Nacht mit der Grand Fleet von Scapa Flow, Cromarty und Rosyth auszulaufen, um die Hochseeflotte abzuschneiden und zu vernichten.

Manöver der britischen (blau) und deutschen (rot) Flotte vom 31. Mai bis 1. Juni 1916

Die ersten Kämpfe begannen am Nachmittag und fanden vor allem zwischen britischen und deutschen Schlachtkreuzern statt. Aber nachdem sich gegen 18:00 Uhr die Grand Fleet Hippers Schlachtkreuzern genähert hatte, gab Jellicoe fünfzehn Minuten später den Befehl, in Schlachtformation überzugehen. Der Übergang verursachte einen Stau in der Nachhut, wodurch die Marlborough gezwungen war, ihr Tempo auf 8 Knoten (15 km/h) zu drosseln, um mögliche Kollisionen zu verhindern. Auf Grund des Wetters herrschte zunächst geringe Sicht, aber gegen 18:17 Uhr konnte die Marlborough eine Gruppe deutscher Schlachtschiffe der Kaiser-Klasse ausmachen, auf die sie sieben Salven innerhalb von vier Minuten abfeuerte.
Anschließend richtete die Marlborough gegen 18:25 Uhr die Geschütze ihrer Hauptbewaffnung auf den langsame Fahrt machenden deutschen Kleinen Kreuzer Wiesbaden. Sie feuerte fünf Salven ab, bevor ein Rohrkrepierer eines ihrer Geschütze außer Gefecht setzte. Während des Gefechts mit der Wiesbaden wurde die Marlborough gegen 18:45 Uhr von einem Torpedo im Bereich des Steuerbord-Dieselgeneratorraums getroffen. Die Explosion riss ein gewaltiges Loch in den Schiffskörper. Durch das eindringende Wasser wurden die vorderen Kesselräume geflutet, wodurch die Geschwindigkeit des Schiffes auf 16 Knoten (30 km/h; 18 mph) sank.
Um 19:03 Uhr griff die Marlborough die Wiesbaden erneut an und konnte das Schiff schließlich kampfunfähig machen. Gegen 19:12 Uhr beschoss sie die Großer Kurfürst und feuerte gegen 19:25 Uhr einen Torpedo auf die Kaiser. Trotz voll arbeitender Lenzpumpen, krängte das Schiff gegen 19:30 Uhr 7 Grad nach Steuerbord. Dies führte zur Überflutung der Stromgeneratoren für die Geschütztürme, was wiederum die Geschützbesatzungen behinderte, vor allem bei der Beförderung der Granaten von den Magazinen zu den Geschützen. Gegen 19:33 Uhr musste sie zwei Torpedos ausweichen. Ein dritter Torpedo unterlief das Schiff offenbar unterhalb des Rumpfes.
Mit Einbruch der Dunkelheit setzte die Grand Fleet einen Kurs nach Süden. Zu diesem Zeitpunkt konnte die Marlborough nicht mehr als 15,75 kn (29,17 km/h) machen, wodurch das Schiff gegen 02:00 Uhr am 1. Juni bereits 12 Seemeilen (22 km) hinter dem Rest der Flotte zurücklag. Kurz darauf war die Marlborough gezwungen, ihr Tempo sogar auf 12 Knoten (22 km/h) zu verringern. Daraufhin erhielt die Marlborough den Befehl, sich aus der Formation zurückzuziehen.
Gegen 04:00 Uhr erhielt Kommodore Reginald Tyrwhitt  den Auftrag, Zerstörer abzukommandieren, um die Marlborough zurück in den Hafen zu eskortieren. Um 15:00 Uhr hatten sich acht Zerstörer der Harwich Force der Marlborough angeschlossen. Es wurde eine weitere Pumpe in den überfluteten Kesselraum hinabgelassen. Als um 23:30 Uhr die Querschotten nachgaben und Wasser eindrang, befahl der Kapitän der Marlborough der Fearless und den Zerstörern, sich darauf vorzubereiten, längsseits zu gehen, um die Besatzung zu retten, falls sich die Situation verschlimmern sollte. Um das Schiff weiter seetüchtig zu halten, lief die Marlborough den Humber an, wo ihre Magazine entleert und weitere Pumpen an Bord gebracht wurden.
Am Morgen des 6. Juni verließ das Schiff den Humber in Richtung Tyne, wo die restlichen Schäden repariert werden sollten. Nach Abschluss der Arbeiten am 2. August lief es nach Cromarty aus, wo es am 5. August eintraf.

### Anschließende Aktivitäten
Die Grand Fleet lief am 18. August aus, um die Hochseeflotte auf ihrem Vormarsch in die südliche Nordsee aus dem Hinterhalt anzugreifen, aber eine Reihe von Fehlmeldungen hinderte Jellicoe daran, die deutsche Flotte abzufangen, bevor sie in den Hafen zurückkehrte. Zwei leichte Kreuzer wurden während der Operation von deutschen U-Booten versenkt, was Jellicoe zu der Entscheidung veranlasste, die größeren Einheiten der Flotte südlich von 55° 30' Nord nicht zu riskieren, da es dort viele deutsche U-Boote und Minen gab. Die Admiralität stimmte dem zu und legte fest, dass die Grand Fleet nicht ausrücken würde, es sei denn, die deutsche Flotte versuchte eine Invasion Großbritanniens oder es bestand die große Möglichkeit, dass sie unter geeigneten Bedingungen zu einem Gefecht gezwungen werden könnte.
Im Februar 1917 löste die Revenge die Marlborough als Flaggschiff des 1. Schlachtgeschwaders ab. Am 22. April 1918 fuhr die Hochseeflotte zum letzten Mal nach Norden, um einen Konvoi nach Norwegen abzufangen, musste aber zwei Tage später umkehren, nachdem der Schlachtkreuzer Moltke einen Motorschaden erlitten hatte. Die Grand Fleet lief deshalb am 24. April von Rosyth aus, als die Operation entdeckt wurde, konnte die Deutschen aber nicht mehr einholen.

### Nachkriegszeit
Am 12. März 1919 wurde die Marlborough in Devonport wieder in den aktiven Dienst gestellt und der Mittelmeerflotte als Teil des 4. Schlachtgeschwaders zugewiesen. Während des Russischen Bürgerkriegs wurde sie ins Schwarze Meer abkommandiert, um die Intervention der Entente-Mächte zu unterstützen. Am 5. April 1919 traf die Marlborough in Sewastopol ein, bevor sie am folgenden Tag nach Jalta weiterfuhr. Am Abend des 7. April nahm das Schiff in Jalta die Zarenmutter Maria Feodorowna und andere Mitglieder der russischen Zarenfamilie, darunter Großfürst Nikolai und Prinz Felix Jussupow, an Bord. Die Mutter des Zaren weigerte sich, das Schiff zu betreten, wenn die Briten nicht auch verwundete und kranke Soldaten sowie Zivilisten und loyale Anhänger der Romanows evakuierten.
Am 12. April ankerte die Marlborough vor Chalki, etwa 19 km vor Konstantinopel. Vier Tage später, am 16. April, stieß die Lord Nelson hinzu und Großfürst Nikolaus Nikolajewitsch, Großfürstin Anastasia, Großfürst Peter Nikolajewitsch, Großfürstin Milica, Prinzessin Marina, Prinz Roman, der Graf und die Gräfin Tyszkiewich, der Baron und die Baronin Staal, Herr Boldyreff und Dr. Malama mit ihren jeweiligen Familien verließen das Schiff und gingen an Bord der Lord Nelson, die dann nach Genua fuhr. An ihre Stelle traten Graf Dimitri, Graf George, Gräfin Sophia, Gräfin Irina, Gräfin Vera Mengden, sowie Graf Nicholas Mengden und Madame Helena Erchoff. Am 18. April setzte die Marlborough Kurs in Richtung Malta und kehrte, nach dem es die Russen abgesetzt hatte, wieder nach Istanbul zurück.
Im März 1926 wurde die Marlborough der Atlantic Fleet zugewiesen. Im Januar 1931 löste die Marlborough die HMS Emperor of India als Flaggschiff des 3. Schlachtgeschwaders ab. Am 5. Juni  wurde das Schiff ausgemustert und gemäß dem Londoner Flottenabkommen von 1930 wurde sie abgerüstet, ab 1931 noch als Artilleriezielschiff verwendet und 1932 zum Abwracken verkauft.

## Technik

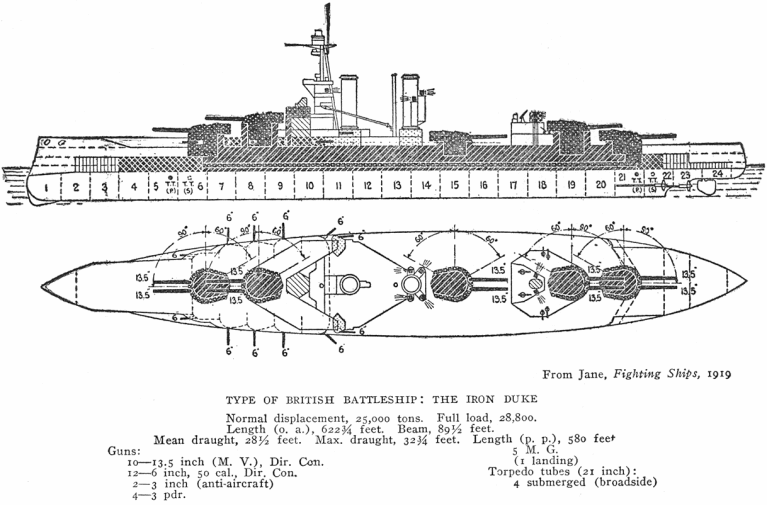

### Antrieb
Die Marlborough war mit vier Parsonsturbinen ausgestattet, die jeweils eine Welle antrieben und insgesamt 29.000 PS (22.000 kW) entwickelten, mit der sie eine Höchstgeschwindigkeit von 21,2 Knoten (39,4 km/h) erreichte. Der Dampf wurde von achtzehn Babcock & Wilcox-Wasserrohrkesseln geliefert. Das Schiff konnte maximal 3302 t Kohle oder 1066 t Heizöl mitführen, was bei  einer Geschwindigkeit von 10 Knoten (19 km/h) eine Reichweite von 7.800 Seemeilen (14.446 km) ermöglichte. Die Besatzung des Schiffes bestand aus 995 Offizieren und Mannschaft in Friedenszeiten und aus 1022 im Krieg.

### Bewaffnung
Die Hauptbewaffnung der Marlborough bestand aus zehn 34,3-cm-Geschützen in fünf Zwillingsgeschütztürmen, die alle auf der Mittellinie montiert waren. Die Geschütze waren auf Mk II** Lafetten mit einem Seitenrichtbereich von 30° bis 150° montiert. Die Kanonen selbst wogen 76 t und hatten bei einer maximalen Elevation von  20° und einer Mündungsgeschwindigkeit von 759 m/s eine Reichweite von 21.710 m. Sie verschossen 635 kg schwere Granaten mit einer Kadenz von ca. 2 Schuss pro Minute. Die Kanone verschoss eine Vielzahl von Geschossen, darunter auch hochexplosive und panzerbrechende Munition. Die Geschütze wurden mit MD45-Treibladungen mit einem Gewicht von 135 kg geladen. Damit konnte die Kanone bei einer Reichweite von 9.144 m bis zu 318 mm Krupp-Zementstahl durchschlagen.
Die Sekundärbewaffnung bestand aus zwölf 15,2-cm-Geschützen, die in Kasematten im Rumpf um die vorderen Aufbauten herum montiert waren. Die Geschütze waren auf Mk PVII Lafetten mit einem Seitenrichtbereich von −80 bis +80 Grad montiert. Die Kanonen selbst wogen 7,5 t und hatten bei einer maximalen Elevation von 20° und einer Mündungsgeschwindigkeit von 784 m/s eine Reichweite von 13.350 m. Sie verschossen 45 kg schwere Granaten mit einer Kadenz von ca. 5 bis 7 Schuss pro Minute. Die Geschütze wurden mit MD26 Treibladungen mit einem Gewicht von 10,5 kg versehen, womit die Kanone bei einer Reichweite von 2.740 m 51 mm Krupp-Zementstahl durchschlagen werden konnte. Zur Verteidigung gegen Torpedoboote hatte das Schiff vier 47 mm 3-Pfünder-Hotchkiss-Schnellfeuergeschütze und zur Flugabwehr zwei 76 mm Schnellfeuergeschütze in den Aufbauten achtern. Die Kanonen hatten einen Seitenrichtbereich von 360° und ein Gewicht von 1 t. Bei einer maximalen Elevation von 45° und einer Mündungsgeschwindigkeit betrug die Reichweite 9.970 m. Die Kanone verschoss 5,67 kg schwere Granaten mit einer Kadenz von 12 bis 14 Schuss pro Minute. Zusätzlich war die Marlborough mit vier 533 mm Torpedorohren unterhalb der Wasserlinie ausgestattet, zwei auf jeder Breitseite. Sie verschoss Mk II Torpedos mit einem 234 kg schweren Sprengkopf. Er hatte bei einer Geschwindigkeit von 31 kn (57 km/h) eine Reichweite von 9.830 m.

### Panzerung
Die Marlborough hatte einen Panzergürtel aus Krupp-Zementstahl, der sich von der vorderen Barbette bis zur Barbette achtern erstreckte. Mittschiffs war 305 mm dick und verjüngte sich zum Bug und Heck auf 102 mm. Darüber verlief ein 203 mm dicker Plankengang über die gleiche Länge wie der Hauptgürtel. Die Barbetten waren über dem Oberdeck an den Außenflächen 254 mm und an den Innenflächen 228 mm dick. Unter dem Oberdeck verjüngten sie sich auf 203 und 101 mm. Die Geschütztürme waren rundherum mit 280 mm und auf den Dächern mit 76 mm gepanzert. Das Schiff hatte drei gepanzerte Decks mit einer Dicke von 25 bis 65 mm.